# Винсент, Эми
Эми Винсент (англ. Amy Vincent; род. 1959, Бостон) — американский кинооператор.

## Биография
Родилась в 1959 году в городе Бостон, США. Училась в Калифорнийском университете в Санта-Крузе с 1977 по 1983 год и в консерватории Американского института киноискусств с 1990 по 1992 год. Первым полнометражным фильмом для Эми Винсент стала картина 1995 года «Звериная комната». В 1997 году Эми была номинирована на премию «Спутник» за лучшую операторскую работу в фильме «Пристанище Евы». В 2005 году стала лауреатом кинофестиваля «Сандэнс» за операторскую работу в фильме «Суета и движение».
Является членом Американского общества кинооператоров с 2002 года.

## Избранная фильмография
- 1999 — Королевы убийства / Jawbreaker (реж. Даррен Стейн)
- 2001 — Клошар / The Caveman’s Valentine (реж. Кейси Леммонс)
- 2005 — Суета и движение / Hustle & Flow (реж. Крейг Брюэр)
- 2006 — Стон чёрной змеи / Black Snake Moan (реж. Крейг Брюэр)
- 2010 — Эксперимент / The Experiment (реж. Пол Шойринг)
- 2011 — Свободные / Footloose (реж. Крейг Брюэр)
- 2015 — Синистер 2 / Sinister 2 (реж. Киран Фой)
- 2017 — По-собачьи / Downward Dog (1 серия, реж. Майкл Киллен)
- 2017 — Когти / Claws (1 серия, реж. Николь Касселл)